# Araqah
Araqah, en arabe : عرقه, est un village du gouvernorat de Jénine en Palestine, dans le nord de la Cisjordanie. Il est situé à 15 kilomètres à l'ouest de Jénine. Selon le recensement du Bureau central palestinien des statistiques, la localité compte une population de 2 667 habitants en 2017.